# Agnus Dei: Cordero de Dios
Agnus Dei: Lamb of God. Una coproducción documental entre México-Francia de la directora Alejandra Sánchez producida en el año 2010. Es una historia que relata el abuso a un niño de 11 años por un sacerdote y la impunidad de la iglesia católica ante actos de pederastia.

## Sinopsis
Jesús Romero fue iniciado desde niño como monaguillo con la ilusión de ser sacerdote. Sacando ventaja de la estrecha relación padre-amigo-hijo surgida entre ambos. Tenía 11 años cuando fue abusado sexualmente por un sacerdote (Carlos López), hecho que le dejó con una infancia fracturada. Al crecer, cuando ya tenía 26 años busca ayuda para disolver el problema psicológico derivado de tal abuso. De tal forma que decide confrontarse con sus recuerdos, así como con la necesidad de encarar y denunciar a su victimario. Durante la historia se presentan los testimonios de sus familiares y de las autoridades religiosas y penales, así como de su psicoanalista. Un trabajo completo que denuncia un crimen y los actos de corrupción en torno a éste. Cuidando de no caer en el morbo ni el victimismo. La historia también hace evidente la impunidad de la iglesia católica ante actos de pederastia por algunos de sus miembros de la jerarquía eclesiástica.
En una entrevista al siglo de Torreón, la directora comenta que la pederastia no es una condición exclusiva de ningún grupo religioso, cierta religión o cierta clase social. Añade que es una condición humana que nos acompaña y nos seguirá acompañando. Es una temática poco entendida y estudiada.  El problema se agrava cuando los casos se ocultan, el proceso queda incompleto y la vulnerabilidad de las víctimas se hace evidente.

## Duración
80 min. 

## Festivales
- 2010 Festival Internacional de Cine Documental de Ámsterdam, Holanda.
- 2011 Festival Internacional de Cine de Cartagena de Indias, Colombia.
- 2011 Festival Internacional de Cine en Guadalajara, México.
- 2011 Festival Internacional de Cine Independiente de Buenos Aires, Argentina.
- 2011 Festival Internacional de Cine Documental Encuentros de Otro Cine, Ecuador.

## Premios
- 2011 Premio Especial del jurado. Festival Internacional de Cine de Cartagena de Indias, Edición 51° (FICCI).
- 2011 Mención Especial. Festival Internacional de Cine de Guadalajara. (sección Largometraje Documental Mexicano).